# Titularbistum Menefessi
Menefessi ist ein Titularbistum der römisch-katholischen Kirche.
Es geht zurück auf einen untergegangenen Bischofssitz in der antiken Stadt gleichen Namens in der römischen Provinz Byzacena bzw. Africa proconsularis in der Sahelregion von Tunesien.
| Titularbischöfe von Menefessi |                                      |                                                                       |                   |                   |
| Nr.                           | Name                                 | Amt                                                                   | von               | bis               |
| 1                             | Ignatius John Doggett OFM            | emeritierter Bischof von Aitape (Papua-Neuguinea)                     | 6. Juni 1969      | 7. Juli 1976      |
| 2                             | Frédéric Etsou-Nzabi-Bamungwabi CICM | Koadjutorerzbischof in Mbandaka-Bikoro (Demokratische Republik Kongo) | 8. Juli 1976      | 11. November 1977 |
| 3                             | István Ács OSPPE                     | Weihbischof in Eger (Ungarn)                                          | 23. Dezember 1988 | 27. März 1993     |
| 4                             | José Trinidad González Rodríguez     | Weihbischof in Guadalajara (Mexiko)                                   | 21. Februar 1997  | 1. April 2024     |